# Face to Face 2001
Face to Face 2001 – czwarta wspólna trasa koncertowa Eltona Johna i Billy’ego Joela z serii Face to Face, która odbyła się w 2001 r. Tym razem obejmowała tylko Amerykę Północną.

## Program koncertów

### Pierwsza część trasy

#### Elton John, Billy Joel oraz zespoły Eltona i Billy’ego (pierwszy raz)
1. „Your Song”
2. „Just the Way You Are”
3. „Don't Let the Sun Go Down on Me"

#### Elton ze swoim zespołem
1. „Funeral for a Friend"/"Love Lies Bleeding”
2. „Someone Saved My Life Tonight”
3. „Philadelphia Freedom”
4. „All the Young Girls Love Alice”
5. „Rocket Man”
6. „Tiny Dancer”
7. „Levon”
8. „Goodbye Yellow Brick Road”
9. „Uptown Girl”
10. „Sad Songs (Say So Much)”
11. „I'm Still Standing”
12. „Crocodile Rock”
13. „Saturday's Night Alright For Fighting"

#### Billy Joel ze swoim zespołem
1. „Go To Extremes”
2. „Movin Out”
3. „Angry Young Man”
4. „New York State of Mind”
5. „Scenes from an Italian Restaurant”
6. „Lullaby”
7. „River of Dreams”
8. „Take Me to the Pilot”
9. „Don't Be Cruel Medley”
10. „We Didn't Start the Fire”
11. „It's Still Rock and Roll to Me”
12. „Only the Good Die Young"

#### Elton John, Billy Joel oraz zespoły Eltona i Billy’ego (drugi raz)
1. „My Life”
2. „I Guess That's Why They Call It Blues”
3. „Come Together”
4. „Hard Days Night”
5. „The Bitch Is Back”
6. „You May Be Right”
7. „Bennie and the Jets”
8. „Great Balls of Fire”
9. „Candle in the Wind”
10. „Piano Man”

### Druga część trasy

#### Elton John, Billy Joel oraz zespoły Eltona i Billy’ego (pierwszy raz)
1. „Your Song”
2. „Just The Way You Are”
3. „Don't Let the Sun Go Down on Me"

#### Elton John ze swoim zespołem
1. „Funeral for a Friend"/"Love Lies Bleeding”
2. „Philadelphia Freedom”
3. „All the Girls Love Alice”
4. „Rocket Man”
5. „Tiny Dancer”
6. „Levon”
7. „Uptown Girl”
8. „I'm Still Standing”
9. „Crocodile Rock”
10. „Saturday's Night Alright For Fighting"

#### Billy Joel ze swoim zespołem
1. „I Go To Extremes”
2. „Movin Out (Anthony's Song)”
3. „Prelude"/"Angry Young Man”
4. „New York State of Mind”
5. „Scenes from an Italian Restaurant”
6. „Lullaby”
7. „River of Dreams”
8. „Goodbye Yellow Brick Road”
9. „We Didn't Start the Fire”
10. „It's Still Rock and Roll to Me”
11. „Only the Good Die Young"

#### Elton John, Billy Joel oraz zespoły Eltona i Billy’ego (drugi raz)
1. „My Life”
2. „The Bitch Is Back”
3. „You May Be Right”
4. „Bennie and the Jets”
5. „Great Balls of Fire”
6. „Goodbye Yellow Brick Road”
7. „Piano Man”

## Lista koncertów

### Część 1
- 12 i 13 stycznia – Honolulu, Hawaje, USA – Neal S. Blaisdell Arena
- 19 stycznia – San Diego, Kalifornia, USA – Cox Arena
- 22 stycznia – Vancouver, Kanada – General Motors Place
- 24 stycznia – Waszyngton, USA – Tacoma Dome
- 26 stycznia – Portland, Oregon, USA – Rose Garden Arena
- 29 stycznia – Salt Lake City, Utah, USA – Delta Center
- 2 lutego – Oakland, Kalifornia, USA – Oakland Coliseum
- 4 lutego – San Jose, Kalifornia, USA – San Jose Arena
- 6, 9 i 11 lutego – Inglewood, Kalifornia, USA – The Forum
- 13 lutego – Phoenix, Arizona, USA – America West Arena
- 17 i 18 lutego – Paradise, Nevada, USA – MGM Grand Garden Arena

### Część 2
- 9 kwietnia – Denver, Kolorado, USA – Pepsi Center
- 12 kwietnia – Kansas City, Kansas, USA – Kemper Arena
- 14 kwietnia – Memphis, Tennessee, USA – Pyramid Arena
- 17 kwietnia – Nowy Orlean, Luizjana, USA – New Orleans Arena
- 19 kwietnia – Charlotte, Karolina Północna, USA – Charlotte Coliseum
- 21 kwietnia – Nashville, Tennessee, USA – Gaylord Entertainment Center
- 24 kwietnia – Atlanta, Georgia, USA – Phillips Arena
- 26 kwietnia – Louisville, Kentucky, USA – Freedom Hall
- 28 kwietnia – Greensboro, Karolina Północna, USA – Greensboro Coliseum
- 3 maja – Montreal, Kanada – Bell Centre
- 5 maja – Syracuse, Nowy Jork – Carrier Dome
- 7, 9 i 11 maja – Rosemont, Illinois, USA – Allstate Arena
- 13 maja – Cincinnati, Ohio, USA – Firstar Center
- 15 i 16 maja – Minneapolis, Minnesota, USA – Target Center